# Andrea Agnelli

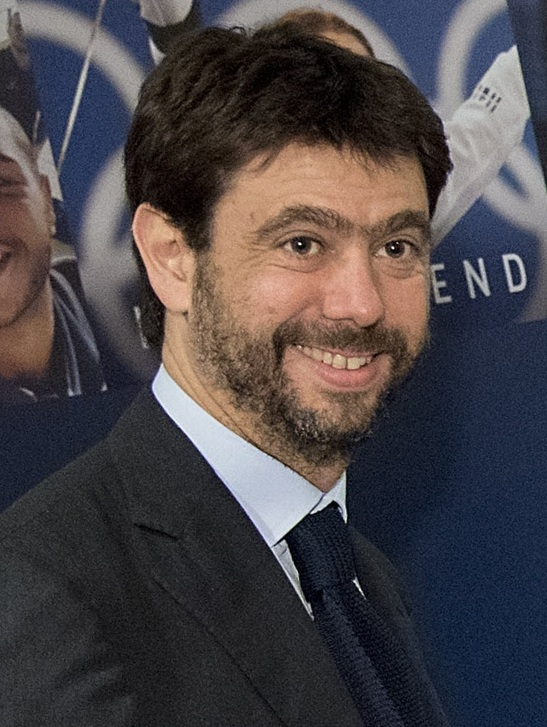
Andrea Agnelli

Andrea Agnelli (ur. 6 grudnia 1975 w Turynie) – włoski przedsiębiorca, członek zarządu FIAT.
Syn byłego prezydenta Juventusu – Umberto Agnelli. 19 maja 2010 roku również został prezydentem Juventusu.